# Khara
Khara (株式会社カラー?, Kabushiki-gaisha Karā) è uno studio di animazione giapponese conosciuto maggiormente per il suo lavoro sulla tetralogia di film Rebuild of Evangelion di cui è produttore delle animazioni con una minore partecipazione dello studio Gainax. Il nome dello studio deriva dal termine greco χαρά (pronunciato per l'appunto [kʰa.ˈra]) traducibile come "gioia" o "felicità".
È stato fondato da Hideaki Anno nel 2006, ed è stato citato per la prima volta il primo agosto quando degli avvisi di assunzione sono stati scritti sul sito web del regista. Oltre che produttore del Rebuild, lo Studio Khara è accreditato assieme a Gainax come ideatore della trama del manga Evangelion Iron Maiden.
Buona parte dei componenti dello studio sono membri storici della Gainax, fatto che potrebbe indicare la volontà di affrancarsi dal vecchio studio per lasciare spazio alle nuove leve. In una parte della sua pubblica dichiarazione su Rebuild of Evangelion, Anno scrive:
(Hideaki Anno)
Le prime produzioni animate all'infuori del franchise di Evangelion a cui la Khara ha collaborato sono state la serie tv del 2007 Sfondamento dei cieli Gurren Lagann e il film del 2008 Ponyo sulla scogliera.
Assieme a Toei Animation, Tsuburaya Productions e Toho, lavora dal 2022 allo Shin Japan Heroes Universe.
Nel 2023, lo studio ha prodotto la serie anime Ochibi-san.
Nel 2024. lo studio ha supervisionato il design dei kaijū dell'anime Kaiju No. 8.
Lo studio ha co-prodotto con Bandai Namco Filmworks la serie anime Mobile Suit Gundam GQuuuuuuX, prevista per gennaio 2025.